# Marcelo Elgarten
Marcelo Elgarten (ur. 9 listopada 1974 w Rio de Janeiro) – brazylijski siatkarz grający na pozycji rozgrywającego. Wraz z reprezentacją Brazylii zdobył Mistrzostwo Świata w 2006 roku. Od sezonu 2017/2018 występuje w klubie Botafogo de Futebol e Regatas.

## Życie prywatne
Ma żonę Rachel i syna Pedro urodzonego w 2008 roku.

## Sukcesy klubowe
Mistrzostwo Brazylii:
- 1993, 1994, 1997, 2004, 2009
- 1995, 1996, 2001, 2003, 2015
- 1998, 2010, 2012

Mistrzostwo Grecji:
- 2006
- 2007, 2008
- 2005

Superpuchar Grecji:
- 2006

Puchar Grecji:
- 2008

Klubowe Mistrzostwa Ameryki Południowej:
- 2014

## Sukcesy reprezentacyjne
Liga Światowa:
- 2003, 2004, 2005, 2006, 2007
- 2002

Puchar Wielkich Mistrzów:
- 2005

Mistrzostwa Świata:
- 2006

Puchar Świata:
- 2007

Igrzyska Panamerykańskie:
- 2007

Igrzyska Olimpijskie:
- 2008

## Nagrody indywidualne
2007 - Najlepszy rozgrywający Igrzysk Panamerykańskich